# Monumento megalítico de Monte do Paço
O Monumento megalítico de Monte do Paço, igualmente conhecido como Tholos de Monte do Paço, é um monumento pré-histórico na freguesia de Relíquias, no Município de Odemira, na região do Alentejo, em Portugal.

## Descrição e história
O imóvel está situado na base da encosta do Monte do Paço, a cerca de 100 m de distância daquele local, no sentido Este a Sudeste. Consiste numa mamoa de pequenas dimensões, com um diâmetro máximo de sete a oito metros, e de forma sensivelmente ovalada. Foi construída com recurso a terra muito compactada. A antiga câmara era de forma circular, sendo constituída por um muro formado por pequenas pedras de xisto, tendo desaparecido totalmente, restando apenas a depressão no solo. O corredor de acesso à câmara iniciava-se pelo lado Sul, e era muito curto, com cerca de dois metros de extensão, tendo sobrevivido apenas um esteio, igualmente em xisto, com cerca de 80 por 15 cm. Este corredor era de especial interesse por apresentar uma curva para Este no seu lado final, formando sensivelmente uma planta em L. A cerca de 30 m de distância foi encontrado um bloco de quartzo, com 1 m de comprimento e forma subcilíndrica, que poderá ter sido um menir associado ao tholos.
Data provavelmente das Idades do Cobre e do Bronze. Foi violado e muito danificado nos finais do século XX, primeiro por caçadores de tesouros, e posteriormente por maquinaria agrícola, como sucedeu com outros monumentos megalíticos no concelho. O local foi alvo de trabalhos arqueológicos em 1995, como parte do levantamento arqueológico do concelho de Odemira, e em 1998, no âmbito do programa PNTA/98 - Proto-História do Médio e Baixo Vale do Mira - A Arqueologia do Rio, ambos com coordenação de Jorge Vilhena. Em 2013 ainda eram visíveis alguns blocos da câmara circular e do corredor.